# Day Keene
Day Keene, pseudonimo di Gunnar Hjerstedt (Chicago, 28 marzo 1904 – Los Angeles, 9 gennaio 1969), è stato uno scrittore e sceneggiatore statunitense di libri e radiodrammi gialli.

## Opere

### Romanzi polizieschi
- Framed in Guilt[2] (1949)
- Destino in prestito, Il Giallo Mondadori n. 945, 1967[3]
- Destino in prestito, I Classici del Giallo Mondadori n. 1233, 2009[3]
- Farewell to Passion[4] (1951)
- Il diavolo s'arrende, I Gialli Classici Aurora Editoriale Ellisse n. 62, 1965[3]
- My Flesh Is Sweet (1951)
- Due ali per chi uccide, Il Giallo Mondadori n. 508, 1958[3]
- Love Me and Die (1951)
- Amami e muori, Il Giallo Mondadori n. 974, 1967[3]
- Amami e muori, Hobby & Work, 2007[3]
- To Kiss or Kill (1951)
- Hunt the Killer (1952)
- Vengo subito, I libri che scottano Longanesi n. 42, 1958[3]
- About Doctor Ferrel (1952)
- Il fuoco nelle vene, Il Girasole Mondadori n. 98, 1958[3]
- Home Is the Sailor (1952)
- Il marinaio la cerca, I libri che scottano Longanesi n. 26, 1957[3]
- Bionda cerca killer, Il Giallo Mondadori n. 1013, 1968[3]
- If the Coffin Fits (1952)
- Trappola nuda, Il Giallo Mondadori n. 463, 1957[3]
- Trappola nuda, I Classici del Giallo Mondadori n. 106, 1971[3]
- Naked Fury (1952)
- Wake Up to Murder 1952)
- Sesto comandamento, Il Giallo Mondadori n. 529, 1959[3]
- Mrs. Homicide (1953)
- La signora omicidi, I Gialli Classici Aurora Editoriale Ellisse n. 56, 1965[3]
- Strange Witness (1953)
- Accadde a Chicago, Il Giallo Mondadori n. 396, 1956[3]
- Accadde a Chicago, I Capolavori dei Gialli Mondadori n. 229, 1963[3]
- Accadde a Chicago, I Classici del Giallo Mondadori n. 311, 1978[3]
- The Big Kiss-Off (1954)
- Rotta degli squali, Il Giallo Mondadori n. 481, 1958[3]
- There Was A Crooked Man (1954)
- Death House Doll (1954)
- I morti non ricordano, Il Giallo Mondadori n. 451, 1957
- I morti non ricordano, I Classici del Giallo Mondadori n. 66, 1969[3]
- Homicidal Lady (1954)
- Illegittima difesa, Il Giallo Mondadori n. 872, 1965[3]
- Joy House (1954)
- Crepi il migliore, I Neri Mondadori n. 0, 1964[3]
- Crepi il migliore, I Classici del Giallo Mondadori n. 137, 1972[3]
- La casa buia, Hobby & Work, 2005[3]
- Notorious (1954)
- Notorius, I libri che scottano Longanesi 38, 1958[3]
- Pecora segnata, Il Giallo Mondadori n. 1339, 1974[3]
- Sleep with the Devil (1954)
- Who Has Wilma Lathrop? (1955)
- The Dangling Carrot (1955)
- Murder on the Side (1956)
- Portami all'inferno, I Gialli Classici Aurora Editoriale Ellisse n. 49, 1964[3]
- Bring Him Back Dead (1956)
- La città calda, I Neri Mondadori n. 6, 1964[3]
- Flight By Night (1956)
- Plotone d'esecuzione, Segretissimo Mondadori n. 79, 1965[3]
- It's a Sin to Kill (1958)
- Qualche volta è un peccato uccidere, I Gialli Proibiti (Serie Economica) Longanesi n. 30, 1970[3]
- Passage to Samoa (1958)
- Andiamo a Samoa, Suspense Longanesi n. 29, 1970[3]
- Dead Dolls Don't Talk (1959)
- La sedia per un'orgia, I Gialli Classici Aurora Editoriale Ellisse n. 43, 1964[3]
- Dead in Bed[5] (1959)
- Johnny Aloha indaga, I Gialli Proibiti (Serie Economica) Longanesi n. 27, 1970[3]
- Moran's Woman (1959)
- Ore calde e furiose, I Gialli Longanesi n. 15, 1971[3]
- Miami 59 (1959)
- So Dead My Lovely (1959)
- Violenza di notte, I Gialli Classici Aurora Editoriale Ellisse n. 65, 1965[3]
- Take a Step to Murder 1959)
- Un uomo da salvare, Il Giallo Mondadori n. 1309, 1974[3]
- Too Black for Heaven (1959)
- Lungo viaggio verso la morte, I Neri Mondadori n. 22, 1966[3]
- Too Hot to Hold (1959)
- The Brimstone Bed (1960)
- La pelle brucia, Il Giallo Mondadori n. 467, 1958[3]
- Il letto del diavolo, I Gialli Classici Aurora Editoriale Aurora n. 38, 1963[3]
- Payola[5] (1960)
- A qualcuno piaccio freddo, I Gialli Mondadori n. 987, 1967[3]
- Seed of Doubt
- Bye, Baby Bunting (1963)
- LA 46 (1964)
- Carnival of Death (1965)
- Piangi, pagliaccio, I Gialli Mondadori n. 1003, 1968[3]
- Chicago 11 (1966)
- Acapulco C.P.O. (1967)

### Altri romanzi
- Guns Along the Brazos (romanzo western)
- Il maggiore torna nel Texas, Western Longanesi n. 26, 1970[3]
- Il maggiore torna nel Texas, I Classici del West Super Longanesi n. 13, 1977[3]
- His Father's Wife (1954)
- Chautauqua[6] (1960)
- World Without Women[7] (1960)
- Southern Daughter (1967)
- Live Again, Love Again (1970)
- Wild Girl (1970)

### Antologie
- This is Murder, Mr. Herbert, and Other Stories (1948)

### Racconti
- It Could Happen Here, pubblicato su Ace G-Man Stories nel settembre 1940
- Wake Up, America, pubblicato su Ace G-Man Stories nel gennaio 1941
- Last of the Fighting Ainsleys, pubblicato su Ace G-Man Stories nel settembre 1941
- What So Proudly We Hail, pubblicato su Ace G-Man Stories nell'ottobre 1942
- Herr Yama From Yokohama, pubblicato su Ace G-Man Stories nel febbraio 1943[8]
- Rhapsody in Blood, pubblicato su Dime Mystery Magazine nel gennaio 1943
- Boy Kills Girl, pubblicato su Flynn's Detective Fiction nel giugno 1944
- The Bloody Tide, pubblicato su Black Mask nel 1950[9]
- A Better Mantrap[10]

### Radiodrammi
- Kitty Keene, Inc. (1937-41)